# Avrilly, Eure

Avrilly a fost o comună în departamentul Eure, Franța. În 1 ianuarie 2018 avea o populație de 428 de locuitori.